# BOMAG

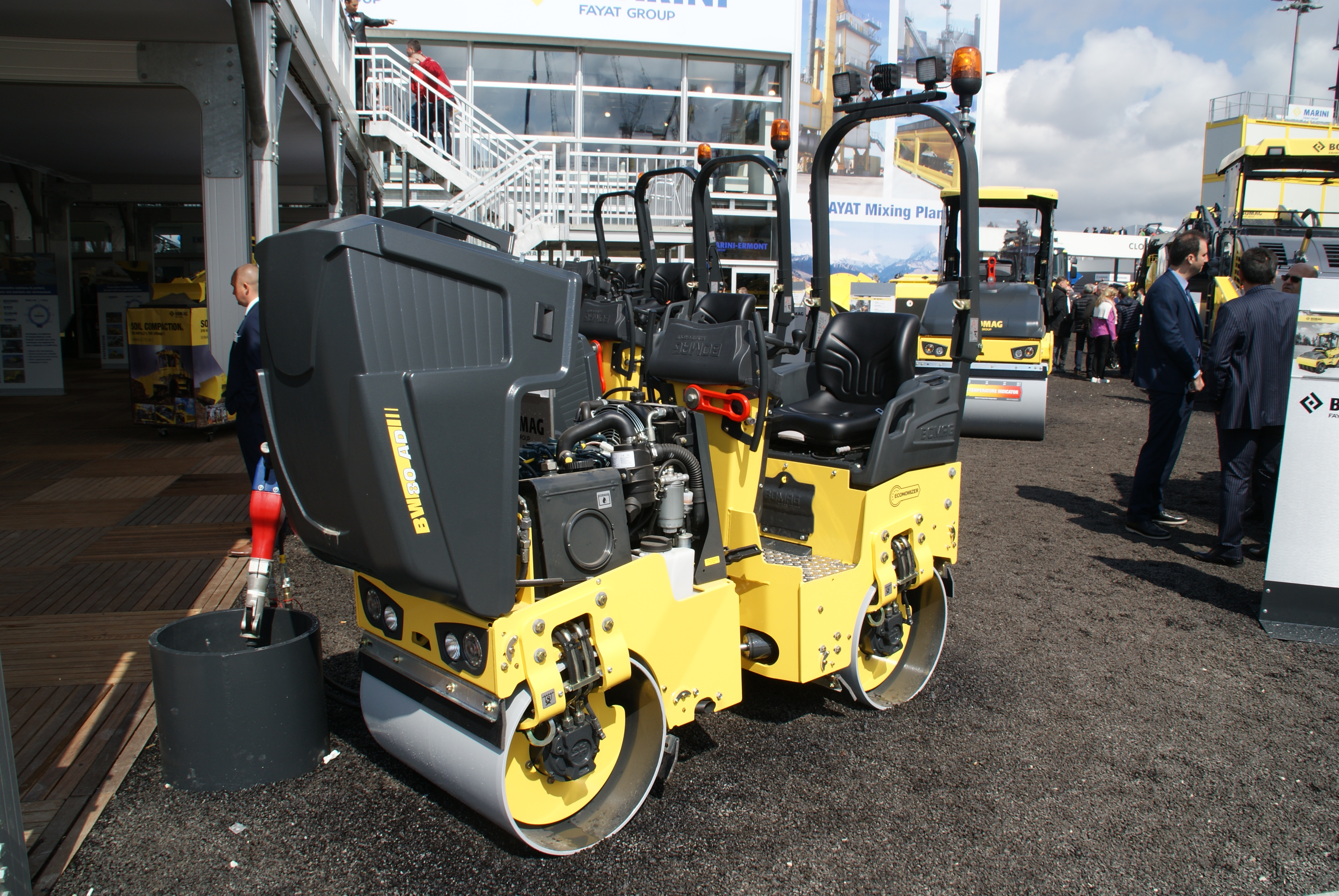
Apisonadora Bomag

Logo bomag

Bopparder Maschinenbau-Gesellschaft mbH, más conocida por el acrónimo BOMAG, es una empresa alemana y especialista en tecnología de compactación y fabricación de equipos de compactación de suelos, asfalto y residuos, así como estabilizadores y recicladores. En 2005, BOMAG fue adquirida por Fayat Group y desde entonces también vende pavimentadoras de asfalto y laminadoras en frío bajo la etiqueta BOMAG.

## Historia
BOMAG fue fundada en 1957 por Karl Heinz Schwamborn en Boppard. En el mismo año desarrolló un nuevo diseño para la tecnología de compactación para un modelo de un rodillo vibratorio doble con accionamiento de tambor completo.
En 1962, se lanzó el primer rodillo vibratorio doble 7t en el mundo. La primera sucursal en el exterior se abrió en 1961 en Austria, seguida de sucursales en China, Estados Unidos, Francia, Italia, Gran Bretaña, Canadá, Japón y Hungría hasta 2002.
En 1970 Schwamborn vendió la compañía a la compañía estadounidense Koehring. 
El sitio original en Boppard ya no era adecuado, por lo que la compañía se mudó en 1969 al polígono industrial de Hellerwald en el distrito de Buchholz, en Neuwied, donde permanece hoy.  Se agregó un centro de investigación siete años después. En 1982 se ampliaron las operaciones de ingeniería de producción y acero en el sitio de 7.000 m². Cuatro años más tarde se desarrollaron otros 10.000 m² para ensamblar, probar y pintar maquinaria pesada. Se instaló una planta de recubrimiento en polvo en 1997, y el sitio se expandió nuevamente en 9,000 m² en 1998.
Koehring vendió su interés en BOMAG en 2001 a la compañía estadounidense SPX Corporation, que a su vez vendió la empresa nuevamente en 2005 al grupo corporativo francés Fayat. En julio de 2009, BOMAG despidió a alrededor de 320 empleados en todo el mundo, 160 de los cuales se encontraban en Boppard, debido a una caída sin precedentes del 50 por ciento en la facturación ese año.